# Mihai Bercus
Mihai Bercus, riportato anche come Bercuși (Bucarest, 1915 – Hannover, gennaio 2010), è stato un cestista, allenatore di pallacanestro e arbitro di pallacanestro rumeno.

## Carriera
Con la Romania ha disputato i Campionati europei del 1935.